# SB 3b1

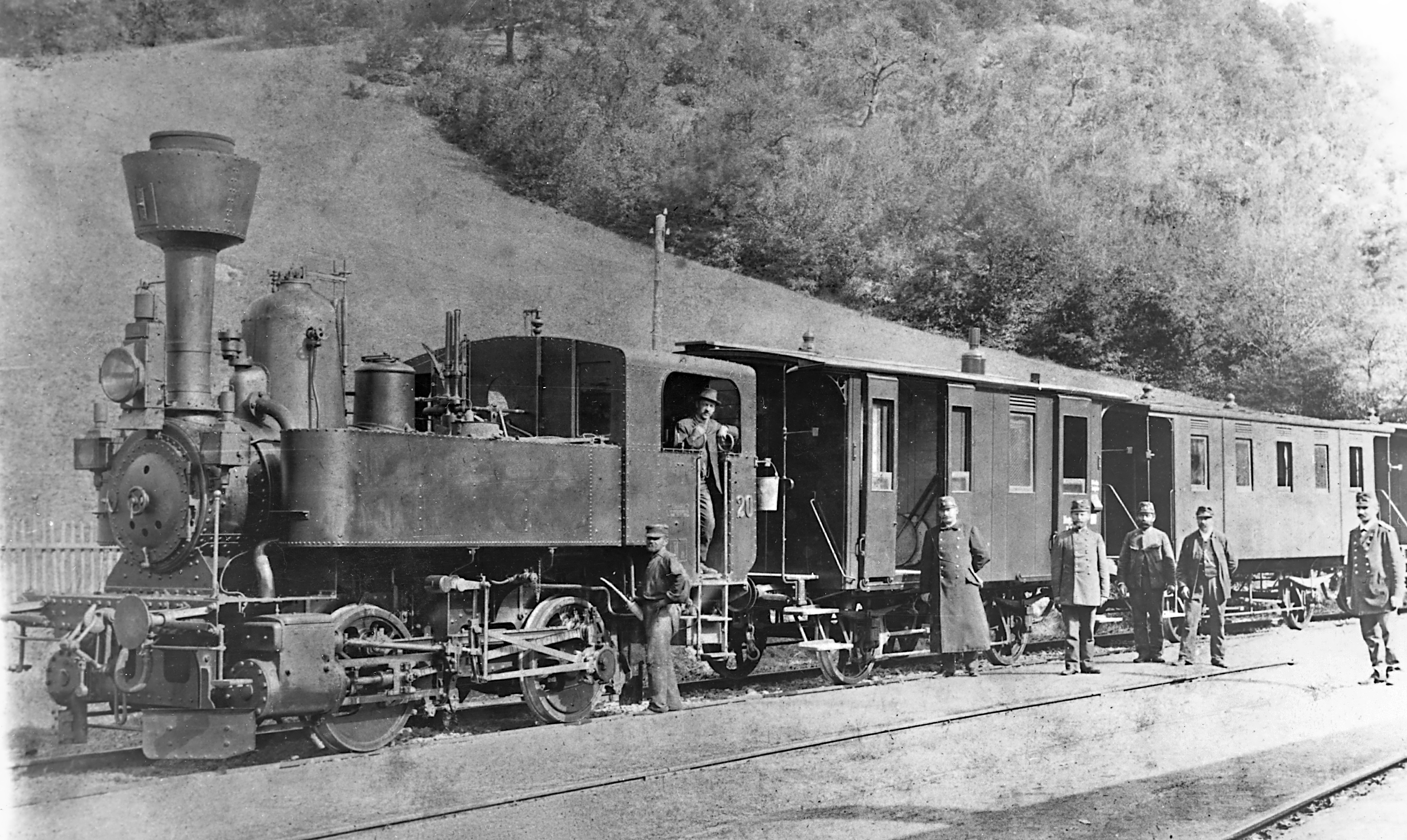
Lok 20 mit Personenzug in Kaltenleutgeben um 1900

Die Dampflokomotivreihe SB 3b{\displaystyle {}^{1}} war eine Tenderlokomotivreihe der Südbahngesellschaft (SB), einer privaten Bahngesellschaft Österreich-Ungarns.
Eine stärkere zweifach gekuppelte Tenderlokomotive als die der Reihe SB 3b beschaffte die SB 1890 bis 1892 bei der Lokomotivfabrik der StEG.
Sie wurden zunächst auf der Strecke Liesing–Kaltenleutgeben eingesetzt, kamen aber im Ersten Weltkrieg nach Marburg.
Zwei Loks kamen im Zuge der Kriegshandlungen nach Jugoslawien, wurden aber 1924 nach Italien überstellt.
Die dritte Lok kam ebenfalls nach Italien.
Die drei Loks erhielten bei der FS die Reihenbezeichnung 803 in Zweitbesetzung.